# Thomas Vömel

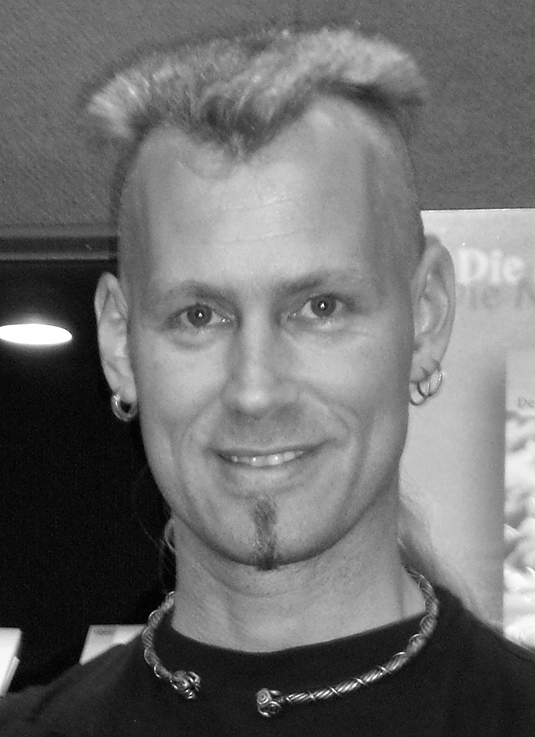
Voenix (2006)

Thomas Vömel (* 16. März 1968 in Ludwigsburg) ist ein deutscher Schriftsteller und Illustrator. Seine Werke erscheinen unter dem Pseudonym Voenix und befassen sich hauptsächlich mit Themen nordischer Mythologie, Astrologie und Okkultismus. Neben Büchern erstellt er Kartensets, Poster, Tattoo-Vorlagen, Comics und nimmt großformatige Wandmalereien in Auftrag.

## Leben
Vömel, der sich selbst als „heidnischer Künstler“ versteht, analysiert in seinen Werken mythologische Themen unter sozialen und psychologischen Aspekten aus heutiger Sicht. Seiner Ansicht nach haben die Archetypen jahrhundertealten Volksglaubens nichts von ihrer Kraft und Bedeutung verloren.
Seit 2013 ist Vömel auch als Ritual- und Seminarleiter tätig und veranstaltet Heilkreise, in denen Hilfesuchende nach schamanischen Methoden alternative Behandlung finden.
Derzeit lebt und arbeitet Vömel in der Nähe von Frankfurt a. M. bei Worfelden (Hessen).

## Aktionen
Im Juni 2012 führte Vömel die Aktion „Die entweihte Donareiche zu Fritzlar“ unter dem Motto: „Heiden vereinigt euch“ auf dem Domplatz zu Fritzlar durch, um dort auf die Darstellung eines bronzenen Bonifatius-Denkmals hinzuweisen, das „auf empörende Weise den sogenannten Apostel der Deutschen verherrliche“, der mit einer Axt bewaffnet auf dem einst gefällten Eichenstumpf throne. Da dieses Bildnis, das sinnbildlich für die Zwangs-Christianisierung eines ganzen Volkes stehe, die Gefühle vieler Heiden verletze, rief er zu religiöser Toleranz auf, um damit auch die Öffentlichkeit auf dieses Thema aufmerksam zu machen. Die Veranstaltung wurde im Juni 2014 sowie im Juni 2016 wiederholt.
Seit 2014 betreibt Vömel den youtube-Kanal „Heiden-TV“. Dort veröffentlicht er in unregelmäßigen Abständen Interviews, Veranstaltungen und Dokumentationen zu diversen Menschen und Themen aus der deutschen Heidenszene.

## Bibliografie
- Magie der Runen. 1996, ISBN 3-03819-069-1.
- Weltenesche – Eschenwelten. 1999, ISBN 3-927940-54-2.
- Auf Wotans Pfaden. 2000, ISBN 3-927940-70-4.
- Die Fahrten des Thor. 2001, ISBN 3-927940-99-2.
- Im Liebshain der Freyia. 2002, ISBN 3-935581-20-3.
- Tolkiens Wurzeln. 2002, ISBN 3-905372-19-3.
- Der Germanische Götterhimmel. 2003, ISBN 3-935581-32-7.
- In Lokis Feuerschmiede. 2004, ISBN 3-935581-60-2.
- Der Mythen-Tarot: eine Reise durch die Welt der erotischen Sagen. 2006, ISBN 3-03819-096-9.
- Der Keltische Götterhimmel. 2007, ISBN 978-3-86663-017-8.
- Der Griechische Götterhimmel. 2009, ISBN 978-3-86663-036-9.
- Asgardsagen 1 – Bragis lange Heimkehr. 2011, ISBN 978-3-86663-058-1.
- Asgardsagen 2 – Von den Göttern des Nordens. 2012, ISBN 978-3-86663-070-3.
- Der Gehörnte – eine Hommage an das Wilde im Mann. 2013, ISBN 978-3-939459-67-5.
- Nordland – eine Reise durch 20 Jahre Kunst. 2014, ISBN 978-3-939459-81-1.

### Diverse Comics
Bei Akron Verlags AG
- „Dantes Inferno“ Band 1–7 philosophische Comic-Reihe mit Akron (Autor) seit 2000
- Der Magus (Funny-Comic), Macht und Gier, das sind wir. 2003, ISBN 3-905372-20-7.

Bei Edition Roter Drache
- Der Magus 1 Hexentrio Infernale. 2010, ISBN 978-3-939459-27-9.
- Der Magus 2 Kraft durch Freude. 2010, ISBN 978-3-939459-30-9.
- Der Magus 3 Tunten Tripp. 2010, ISBN 978-3-939459-34-7.
- Der Magus 4 Bei Wonne-Mond droht Hockwartz Not. 2011, ISBN 978-3-939459-50-7.
- Der Magus 5 Flower-Power. 2011, ISBN 978-3-939459-56-9.
- Der Magus 6 Spieglein, Spieglein.... 2012, ISBN 978-3-939459-61-3.